# Adler (Radsportteam)
Adler war ein von 1937 bis 1940 bestehendes professionelles deutsches Radsportteam. Sponsor waren die Adlerwerke aus Frankfurt am Main, die im Fahrzeug- und Maschinenbau tätig waren und auch Fahrräder produzierten.

## Geschichte
Von 1937 bis 1940 unterhielt Adler ein professionelles Radsportteam. Das Unternehmen Adler war Mitglied im „Industrie-Verein“ des Deutschen Radfahrer-Bundes (DRB). Mitglieder des Vereins waren Unternehmen aus der Fahrradindustrie und Hersteller von Fahrradkomponenten, die als Sponsoren des Berufsradsports in Deutschland tätig waren. Die bedeutendsten Erfolge des Teams waren Siege in der Harzrundfahrt 1939 und im Rennen Rund um die Hainleite 1940 durch Fritz Scheller. Ende 1940 beendete Adler sein Engagement im Berufsradsport.

## Erfolge
1938
- eine Etappe Internationale Deutschland-Rundfahrt
- Rund um Frankfurt

1939
- Harzrundfahrt

1940
- Rund um die Hainleite

## Bekannte Fahrer
- Walter Blattmann
- Herbert Hauswald
- Fritz Scheller